# 阿喱
阿喱（1982年11月25日—），原名張家豐（英語：Nathan Cheung）；藝名阿喱源自其英文名“Nathan”，前香港商業電台DJ，現為東亞唱片製作有限公司總經理。

## 簡歷
張家豐中學時期就讀九龍華仁書院，後來在香港中文大學逸夫書院主修系統工程與工程管理學。大學二年級，阿喱為學習製作電台節目，經常旁聽中大新聞與傳播學院提供的電台製作課程，當年由任職電台的兼任講師郭啟華與森美教授，及後他按郭啟華的建議，嘗試錄製試聲帶寄往電台求職。
2003年7月阿喱獲聘為商業電台兼職員工，擔任節目助理(PA)，同年9月主持個人節目《乜嘢地獄》。
2004年參與森美小儀歌劇團《早安啊！曼克頓》的演出。2005年1月17日與詹志文合作主持節目《空中喱民》。2007年2月26日與詹志文和有耳非文主持《有耳喱民》。同期與夢特嬌·全合作創作黑色童話Wat da Hell。
張家豐於2009年1月2日在自己facebook用戶的討論板主題「09年1月是豁達潮童的最後一月」向外界表示自己將於1月31日離開商台。　他接受1月30日《Do人Show》及2月1日《My 903》兩個節目訪問時，透露會轉職到唱片公司擔任幕後工作，並暗示新公司為A Music。
2009年3月5日他以東亞唱片製作有限公司總經理身份，交代旗下藝人衛詩在日本涉嫌藏有大麻被捕事件。

## 現主持節目
- 紅酒教育電視
  - 《Wineghost.comETV》（逢星期一至四播出）

## 曾經主持節目
- 香港商業電台叱吒903
  - 《森美小儀K饉40》（於2004年7月14日至9月3日星期一至五下午4時至6時)
  - 《903 發開口夢》（於2005年8月9日至9月2日星期一至五晚上8時至10時）
  - 《發開乜嘢夢》
  - 《正在叱咤》（於2006年I Love you boyZ劇場代萬世巨星時於下午4時至6時）
  - 《大鐵人123》（星期一至五晚上12時至1時）
  - 《903 傍住你放榜》（放榜日前一晚凌晨2時至6時）
  - 《喱民精選》（星期六下午5時至6時）
  - 《空中喱民》（星期一至五晚上8時至10時）
  - 《在晴朗的一天出發(903)》（星期一至五早上7時至10時）
  - 《大野禪寺》（星期日下午2時至4時）
  - 《有耳喱民》（星期一至五午夜12時至凌晨2時）
  - 《派台歌‧正在播》（星期一至五中午12時前和黃昏6時後）
  - 《My903》（逢星期日上午11時至12時）
  - 《嘩！嘩！嘩！打到嚟！2008》（星期一至五晚上12時至2時）
  - 《豁達潮童 @ 叱咤樂壇》（逢星期一至五晚上8時至9時）
  - 《乜嘢地獄》（逢星期日中午12時至2時）
- 電視廣播有限公司
  - 《花旗筋肉大格鬥》（先後於高清翡翠台 逢星期日晚上11點半至星期一凌晨12點半和翡翠台逢星期六中午12時至下午1時重播）

## 曾參與廣播劇
- 廉政行動 飾 趙振華
- 我愛你之後 飾 劉在山
- 爆籃無敵 飾 死神
- 七劍 飾 辛龍子
- 來不及聽你說愛我 飾 阿輝
- 黃金少年(Season 1 & 2) 飾 王勁秋(適應俠)
- 高登少年(Season 1) 飾 王勁秋
- 大佬冰室 飾 老虎喱
- 喪Do男前傳 飾 朗"勞"坊 X-game 店店員（於有耳喱民時段內大約凌晨12時20分後播出）
- Cafe de Nath 飾 喱老闆（逢星期二、四於有耳喱民時段內大約凌晨1時30分後播出；星期日乜嘢地獄內重播）
- Wat da Hell 飾 大野先生（逢星期一、三、五於有耳喱民時段內大約凌晨1時30分後播出；星期日乜嘢地獄內重播）
- 大野先生與滴滴仔 飾 大野先生（逢星期一至五於有耳喱民時段內大約凌晨1時30分後播出）
- 大野叔叔拆你屋 飾 大野先生(逢星期一至星期五下午5時30分至6時和凌晨12時30分至1時)
- 喱老闆的Tokwawaners 飾 喱老闆（逢星期五內播出）

## 網上連載聲音小說
- 編劇＆監製：聲音小說《Last Order Cafe》（2008年12月24日至2009年1月2日，全劇十集，每日上載Yahoo Music）

## 出版書籍
- 《細野生存指導之細野卜卜》(作者：阿喱　插圖：夢特嬌·全) ISBN 9789621437303
- 《細野生存指導之細野卜卜（加強版）》(作者：阿喱　插圖：夢特嬌·全) ISBN 9789621437600
- 《我愛她愛葡萄酒》(作者：阿喱) ISBN 9789621438959

## 外部連結
- 阿喱的blog （页面存档备份，存于）
- 《881903.com》的自我介紹 （页面存档备份，存于）
- 唱片騎師張家豐 大學生成新一代唱片騎師 （页面存档备份，存于）